# Sol over Gudhjem
Sol over Gudhjem, wörtlich „Sonne über Gudhjem“, ist ein dänisches Gericht, ein offenes Sandwich mit Roggenbrot, geräuchertem Hering, Schnittlauch und einem rohen Eigelb (der „Sonne“) darauf. Die Insel Bornholm, auf der Gudhjem liegt, ist für ihre Heringsräuchereien bekannt. Sol over Gudhjem gilt als Nationalgericht Bornholms. 

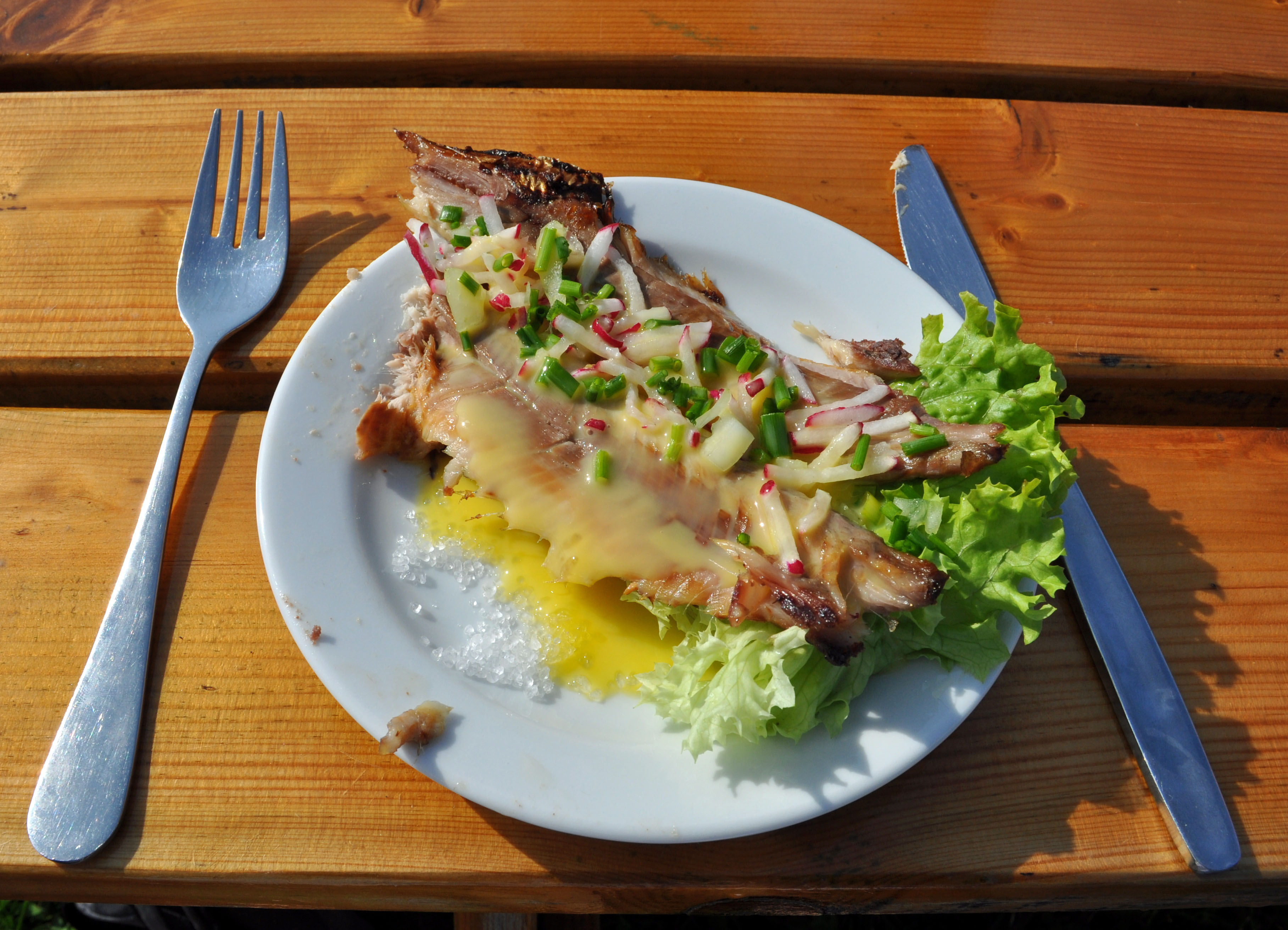
Sol over Gudhjem

## Geschichte
Laut einer Geschichte soll der Name auf den Verkäufer Oskar Davidsen zurückgehen, der sein Brot mit Fisch farbig dekorierte, damit es sich besser verkaufe. Da er keinen Namen wusste, fragte er eine Küchenangestellte, die zufällig aus Gudhjem war, woraufhin er das Gericht nach der Stadt benannte. Ob diese Geschichte wahr ist oder aus Werbezwecken erfunden wurde, ist jedoch unklar.

## Kochwettbewerb
Seit 2009 wird der Name auch für einen Wettbewerb zwischen Spitzenköchen verwendet, bei dem es darum geht, aus lokalen Bornholmer Produkten ein besonderes Gericht zu kreieren. Er findet gleichzeitig mit einem lokalen Lebensmittelmarkt jedes Jahr Ende Juni im Hafen Gudhjems statt.